# Burschenschaft Teutonia Jena
Die Burschenschaft Teutonia Jena ist eine pflichtschlagende Studentenverbindung in Jena. Sie steht in direkter Nachfolge der am 12. Juni 1815 gegründeten Jenaer Urburschenschaft.

## Geschichte

### Die Zeit bis 1945
Die Jenaische Burschenschaft trennte sich am 28. Januar 1840 endgültig in die Burschenschaft auf dem Fürstenkeller und die Burschenschaft auf dem Burgkeller. Erstere nahm später den Namen Jenaische Burschenschaft Germania an, letztere den Namen Burschenschaft Arminia auf dem Burgkeller. In den folgenden Jahren kam es zu weiteren Mitgliederbewegungen. Unter den Jenaer Burschenschaftern bestand vor allem Uneinigkeit über die Ausrichtung der Burschenschaft, so hatte sich am 28. Februar 1845 als dritte Burschenschaft die Burschenschaft Teutonia gegründet, vor allem aus Mitgliedern der Burgkeller-Burschenschaft. So war deren letzter Sprecher der erste Sprecher der Teutonia.
Am 18. Mai 1861 gründeten dann die Burschenschaften Teutonia Jena und Germania Erlangen unter Beitritt von Allemannia Heidelberg, Germania Tübingen und Allemannia auf dem Pflug zu Halle das Süddeutsche Kartell (SK). Dieses gehörte mit seinen Mitgliedsburschenschaften dem Allgemeinen Deputierten-Convent (ADC), der späteren Deutschen Burschenschaft (DB), an.
Der Jenenser Deputierten-Convent hatte seit den 1870er Jahren eine antisemitische Richtung eingeschlagen. Als zum Sommersemester 1881 der jüdische Heidelberger Allemanne Otto Lubarsch nach Jena wechselte, verlieh ihm Teutonia ihr Band nur äußerst widerwillig und weil sie als SK-Burschenschaft dazu verpflichtet war. Lubarsch wurde am Ende des Semesters nahegelegt, Jena wieder zu verlassen und bei Teutonia auszutreten, was er auch tat. In der Folge fassten die Aktiven eilig den Beschluss, künftig keine Juden mehr aufzunehmen. Nachdem sich Proteste aus der eigenen Altherrenschaft und den Kartellburschenschaften dagegen erhoben, wurde der Beschluss revidiert, ebenso musste Teutonia ihre Zustimmung zum gleichlautenden Beschluss des Jenenser DC zurückziehen. Allerdings war nunmehr allgemein bekannt, dass Juden bei Teutonia unerwünscht waren.

Die Teutonia als Mitglied der Deutschen Burschenschaft (1915)

Im Ersten Weltkrieg starben 74 Mitglieder. Im Wintersemester 1930/31 bestand die Teutonia aus 29 Aktiven, 65 Inaktiven und 395 Alten Herren.
Am 12. November 1934 trat das Süddeutsche Kartell geschlossen aus der Deutschen Burschenschaft aus. Die Teutonia wurde daraufhin Mitglied der Alten Burschenschaft. Trotz des zunehmenden Drucks der Nationalsozialisten weigerte sich die Teutonia jedoch, eine Kameradschaft zu werden und musste sich am 2. November 1935 auflösen. Es bestand nur noch der Altherrenverein fort. Dieser schloss sich zuerst der Altherrenschaft der Kameradschaft Nordschleswig, der ehemaligen Kartellburschenschaft Teutonia Kiel an, bevor er sich 1942 zur Bildung einer eigenen Kameradschaft Auf der Tanne in Jena entschied, die allerdings keinen Aktivenbetrieb mehr aufnahm. Im Zweiten Weltkrieg fielen 54 Mitglieder.

### Die Zeit nach 1945
Nach dem Krieg war ein Verbindungsleben in Jena nicht mehr möglich, so dass sich 1948 in Hamburg zahlreiche Alte Herren trafen, um eine Rekonstruktion der Teutonia in einer anderen Universitätsstadt voranzutreiben. So wurde am 27. Juli 1949 die Burschenschaft Teutonia zu Jena in West-Berlin wiederaufgemacht.
Bei der Wiedergründung der Deutschen Burschenschaft nach dem Zweiten Weltkrieg wurde das Süddeutsche Kartell wieder Mitglied. Nach einigen Jahren verließ die Teutonia 1975 jedoch die Deutsche Burschenschaft, trat ihr 1989 jedoch wieder bei. Am 17. Juni 2006 trat sie dann abermals aus der DB aus.
Nach der Wiedervereinigung war ein Verbindungsleben in Jena wieder möglich, weshalb die Teutonia in ihre alte Heimat zurückging. Eine Rückgabe des von der DDR enteigneten Hauses war juristisch nicht durchzusetzen, so dass man in Jena 1992 ein neues Verbindungshaus erwarb.

## Couleur
Die Teutonia trägt die Farben Königsblau-Weiß-Gold mit goldener Perkussion in Band und blauer Mütze.

## Bekannte Mitglieder
- Michael Albert (1836–1893), siebenbürgischer Schriftsteller und Dichter
- Dietrich Allers (1910–1975), Jurist
- Heinrich Altvater (1842–1913), Jurist und Präsident des Oberlandesgerichts Rostock
- Franz Arndt (1848–1917), Theologe und Pfarrer
- Bernhard Baatz (1910–1978), SS-Obersturmbannführer
- Gustav Bellermann (1838–1918), Lehrer und Autor
- Bruno Berlet (1825–1892), Lehrer und Reiseschriftsteller des Erzgebirges
- Erich Berlet (1860–1936), Pädagoge und Heimatforscher
- Gustav Julius Berlet (1834–1901), Politiker, Landrat in Hildburghausen
- Hermann Brückner (1834–1920), Richter am Reichsgericht
- Max Burgmann (1844–1929), Jurist und Bürgermeister von Schwerin
- Friedrich Busch (1844–1916), Chirurg und Zahnarzt
- Otto Büsing (1837–1916), Reichstagsabgeordneter
- Wilhelm Casper (1902–1999), Militärverwalter
- Bernhard Dommes (1832–1916), Politiker und Rittergutsbesitzer, Abgeordneter im Preußischen Abgeordnetenhaus
- Gustav Drechsler (1833–1890), Agrarwissenschaftler, Hochschullehrer, Mitglied des Preußischen Abgeordnetenhauses, Reichstagsabgeordneter
- Otto Dresel (1824–1881), deutscher Revolutionär, US-amerikanischer Jurist, Journalist und Politiker, Mitglied des Repräsentantenhauses des Bundesstaates Ohio
- Heinrich von Eggeling (1838–1911), Kurator der Universität Jena, Ehrenbürger von Jena
- Rudolf Ehwald (1847–1927), Bibliothekar, Historiker und Altphilologe
- Bernhard Erdmannsdörffer (1833–1901), Historiker
- Otto Fischer (1861–1916), Physiologe und Mathematiker
- Werner Fischer-Defoy (1880–1955), Arzt und Medizinalbeamter, Leiter des Frankfurter Gesundheitsamtes
- Eduard Francke (1842–1917), Reichstagsabgeordneter
- Arthur Johannes Gaitzsch (1879–1951), Bürgermeister in Taucha und Oberbürgermeister in Pirna
- Heino Goepel (1833–1896), Mediziner
- Stefan Gruhner (* 1984), Landesvorsitzender der Jungen Union in Thüringen, Mitglied des Thüringer Landtags
- Adolf von Heerwart (1828–1899), Politiker, Wirklicher Geheimer Staatsrat, Stellvertretender Bevollmächtigter zum Bundesrat
- Bruno Henneberg (1830–1899), Mitglied des Preußischen Abgeordnetenhauses und des Provinziallandtages von Schleswig-Holstein
- Richard Hoffmann (1863–1939), Mediziner
- Volkmar Hopf (1906–1997), Landrat, Staatssekretär im Bundesverteidigungsministerium und Präsident des Bundesrechnungshofes
- Georg Ludwig von Hoppenstedt (1830–1894), Landesökonomierat
- Alfred Hüthig (1900–1996), Verleger
- Curt Joël (1865–1945), Reichsjustizminister
- Max Jordan (1837–1906), Kunsthistoriker
- Fritz Jungherr (1879–1948), Jurist und Landrat von Gera
- Edmund Kamm (1825–1895), Landesgerichtspräsident in Mosbach und Konstanz, Mitglied der Ersten Kammer der Badischen Ständeversammlung
- Friedrich Wilhelm Kieling (1902–1953), Verwaltungsjurist und Bürgermeister von Bad Oldesloe
- Wilhelm Kircher (1831–1901), Jurist, Bürgermeister und Reichstagsabgeordneter
- Hartmann Kleiner (* 1942), Verbandsjurist
- Fritz Koerner (1893–1959), Geograph und Hochschullehrer
- Erich Kreutz (1884–1943), Politiker, Oberbürgermeister von Brandenburg an der Havel und Cottbus
- Ernst Krüger (1867–1926), Jurist und Politiker (DVP), Abgeordneter des Landtages von Mecklenburg-Schwerin
- Hans Krüger (1902–1971), NSDAP-Blockleiter, NSDAP-Ortsgruppenleiter, NS-Richter. Später CDU-Bundestagsabgeordneter; ab Oktober 1963 Bundesminister für Vertriebene, Flüchtlinge und Kriegsgeschädigte. Rücktritt im Februar 1964 nach Vorwürfen, als Sonderrichter in Polen Todesurteile gefällt zu haben.
- Rolf Lechner (* 1942), Wirtschaftsjurist, Unternehmer
- Carl Liebe (1854–1912), Landrat im Kreis Greiz, Präsident des Greizer Landtags
- Wilhelm Liebenam (1859–1918), Althistoriker
- Otto Liebmann (1840–1912), Philosoph
- Otto Lubarsch (1860–1933), Pathologe und Hochschullehrer
- Ernst Mantius (1838–1897), Bürgermeister der Stadt Bergedorf
- Georg Mantius (1870–1924), Mitglied und Vizepräsident der Hamburgischen Bürgerschaft
- Ferdinand Meister (1828–1915), Klassischer Philologe und Gymnasiallehrer
- Ewald Meltzer (1869–1940), Mediziner
- Hans-Joachim von Merkatz (1905–1982), Politiker (DP/CDU), Bundesminister verschiedener Ministerien
- Otto Model (1884–1964), Jurist und Autor
- Willy Mücke (1888–1968), Admiralarzt der Kriegsmarine
- Otto Muther (1832–1881), Coburger Landtagsabgeordneter
- Theodor Muther (1826–1878), Rechtswissenschaftler und Historiker
- Ernst Nonne (1826–1895), Vizepräsident des Landtags von Sachsen-Meiningen
- Carl Oeste (1832–1898), Bürgermeister von Vacha, Landtagsabgeordneter im Herzogtum Sachsen-Weimar-Eisenach
- Karl Pabst (1835–1910), Politiker, Oberbürgermeister von Weimar
- Adolph Phillips (1845–1886), Journalist und Politiker (DFP), Chefredakteur der Volkszeitung und Reichstagsabgeordneter
- Friedrich Edmund Pilling (1830–1907), Landesgerichtspräsident und Landtagsabgeordneter
- Karl Pilling (1863–1930), Altphilologe und Gymnasiallehrer
- Bruno Radwitz (1895–1953), Oberbürgermeister von Naumburg
- Alfred Richter (1890–1959), Schriftsteller
- Fritz Rödiger (1824–1909), Publizist, Gründungsbursch
- Wilhelm Roßmann (1832–1885), Kunsthistoriker, Prinzenerzieher und Bühnenautor
- Kurt von Sanden (1842–1901), Rittergutsbesitzer und Mitglied des Preußischen Abgeordnetenhauses
- Joseph Victor von Scheffel (1826–1886), Dichter und Schriftsteller (Ehrenmitglied)
- Rudolf Scheller (1822–1900), Unternehmer und Nahrungsmittel-/Suppenfabrikant
- Albert Schmidt (1850–1919), Jurist und Landrat
- Franz Schönemann (1868–1953), Bürgermeister von Helmstedt und Mitglied der Braunschweigischen Landesversammlung
- Werner Schotte (1835–1910), Landrat in Beckum und Schleusingen
- Richard Schroeder (1856–1908), Oberbürgermeister von Stargard
- Johannes Martin Schupp (1883–1947), Schriftsteller
- Karl Friedrich Schwanitz (1823–1903), Richter und Gelehrter, Landtagsabgeordneter
- Ernst Stegmann (1870–1955), Oberbürgermeister von Apolda (1935 ausgetreten)
- Hugo Stöckel (* 1874), Richter und Politiker, Mitglied im Landtag Reuß jüngerer Linie und dort stellvertretender Schriftführer
- Wilhelm Thomas (1834–1897), Jurist und Politiker (DFP), Mitglied des Deutschen Reichstags
- Richard Tuercke (1862–1930), Landrat in Rotenburg an der Fulda, Mitglied des Preußischen Abgeordnetenhauses
- Gustav von Tungeln (1835–1903), Gutspächter und Mitglied des Reichstags
- Emil Venske (1847–1915), Landrat in den Kreisen Tuchel und Danziger Höhe
- Richard Ludwig Venus (1835–1873), Jurist und Politiker, Abgeordneter im Landtag von Sachsen-Weimar-Eisenach
- Ernst August Otto Versmann (1823–1889), Apotheker, Mitglied der Hamburgischen Bürgerschaft
- Oskar Vogt (1870–1959), Neurologe
- Otto Weidner (1875–1953), Jurist und Landrat
- Adalbert Welcker (1838–1911), Zweiter Bürgermeister von Nordhausen, Erster Bürgermeister von Weißenfels, Oberbürgermeister von Eisleben
- Kurt Witthauer (1865–1911), Internist
- Gustav Wittmer (1834–1917), Kunsthistoriker und Schriftsteller
- Georg Wolfram (1858–1940), Historiker und Archivar
- Ernst Wilhelm Wreden (1926–1997), Studentenhistoriker und Burschenschaftsfunktionär
- Karl Zeuner (1824–1859), Lehrer und Abgeordneter im Landtag Reuß jüngerer Linie

Mitgliederverzeichnis:
- Willy Nolte (Hrsg.): Burschenschafter-Stammrolle. Verzeichnis der Mitglieder der Deutschen Burschenschaft nach dem Stande vom Sommer-Semester 1934. Berlin 1934. S. 1056–1057.